# Владимировка (Межевский район)
Владимировка (укр. Володимирівка) — село,
Демуринский поселковый совет,
Межевский район,
Днепропетровская область,
Украина.
Код КОАТУУ — 1222655402. Население по переписи 2001 года составляло 804 человека.

## Географическое положение
Село Владимировка находится на расстоянии в 1 км от пгт Демурино и сёл Солёное и Николаевка.
По селу протекает пересыхающий ручей с запрудой.
Через село проходят автомобильная дорога Т-0431 и
железная дорога, станция Платформа 337 км.

## Экономика
- ООО «Нива ПГК».

## Объекты социальной сферы
- Школа.
- Дом культуры.